# Крумкол
Крумкол  — один из четырёхтысячников Кавказа. Высота вершины Крумкола достигает — 4688 м. Гора находится в Черекском районе Кабардино-Балкарской Республики, к северу от Главного Кавказского хребта, в пределах Кабардино-Балкарского высокогорного заповедника. Является частью Бокового хребта, располагаясь между вершинами Мижирги и Пик Тихонова. От Пика Тихонова Крумкол отделён перевалом Крумкольский провал (высота 4351 м). Северные стены снежно-ледовые и комбинированные, с крутыми скальными бастионами, ледовыми сбросами и снежными карнизами. Южные стены преимущественно скальные. С горы сходит ледник Крумкол; также у подножья вершины (в Безенгийском ущелье) находится ледник Мижирги.
Маршруты восхождений имеют категории сложности от 3Б (по юго-восточному гребню) до 6Б (по северному ребру).